# 天使の詩 (郷ひろみの曲)
「天使の詩」（てんしのうた）は、1972年12月21日に発売された郷ひろみ3作目のシングル。同年にフランスで発売されたエディ・ルイスとジェラール・ドゥーリアンによるシングル「Baby Chorus」のカバー。

## 収録曲
1. 天使の詩
作詞・作曲：アン・グレゴリ、P・クーラック
日本語作詞：ヒロコ・ムトー
2. 青いしずく
作詞：ヒロコ・ムトー
作曲：木下忠司